# ラブジャンクス
ラブジャンクス（LOVE JUNX）は、ダウン症候群の人を対象としたエンターテイメントスクール。ダンス、演劇などのレッスン、公演を行っている。主宰者は、元沖縄アクターズスクールインストラクターで、SUPER MONKEY'Sの元メンバーである牧野アンナ。

## 概要
ダウン症の人にエンターテイメントの楽しさを感じてもらい、世の中にダウン症に対する認知を広める事を目標に2002年10月に開校。東京、横浜、大阪、北海道で活動している他、石川県、岐阜県など全国各地で１日体験教室も開いている。2004年にシンガポールで行われた第8回ダウン症世界会議で指導法が紹介された。2010年には、メンバー52人が日本テレビ系列の24時間テレビ 「愛は地球を救う」に出演。AKB48と共演し、ラブジャンクス＆AKB48としてマイケル・ジャクソンのメドレーを披露した。2013年と2014年には、劇団往来、寝屋川市民劇団とともにミュージカル「ウィン」に参加した。2018年には再び24時間テレビで障がい者ダンスチーム「光牡丹ーBOTANー 」と共にAKBと共演した。

## テレビ出演
- 24時間テレビ 「愛は地球を救う」（日本テレビ）2010年8月29日放送
- ザ・ノンフィクション・『娘と父の7年〜ピュアにダンス特別編〜』、フジテレビジョン、2010年11月7日放送
- ザ・ノンフィクション・『ピュアにダンスV～優の11年～』、フジテレビジョン、2014年5月18日放送
- 24時間テレビ 「愛は地球を救う」（日本テレビ）2018年8月26日放送
- ザ・ノンフィクション・『生まれてきてくれて　ありがとう　ピュアにダンス　待寺家の17年』、フジテレビジョン、2020年6月7日放送
- ザ・ノンフィクション・『奇跡の夏に輝いて ～ピュアにダンス 待寺家の18年～』、フジテレビジョン、2021年10月24日放送